# Carbini
Carbini (Corsicaans: Càrbini) is een gemeente in het Franse departement Corse-du-Sud (regio Corsica) en telt 110 inwoners (2009).

## Geografie

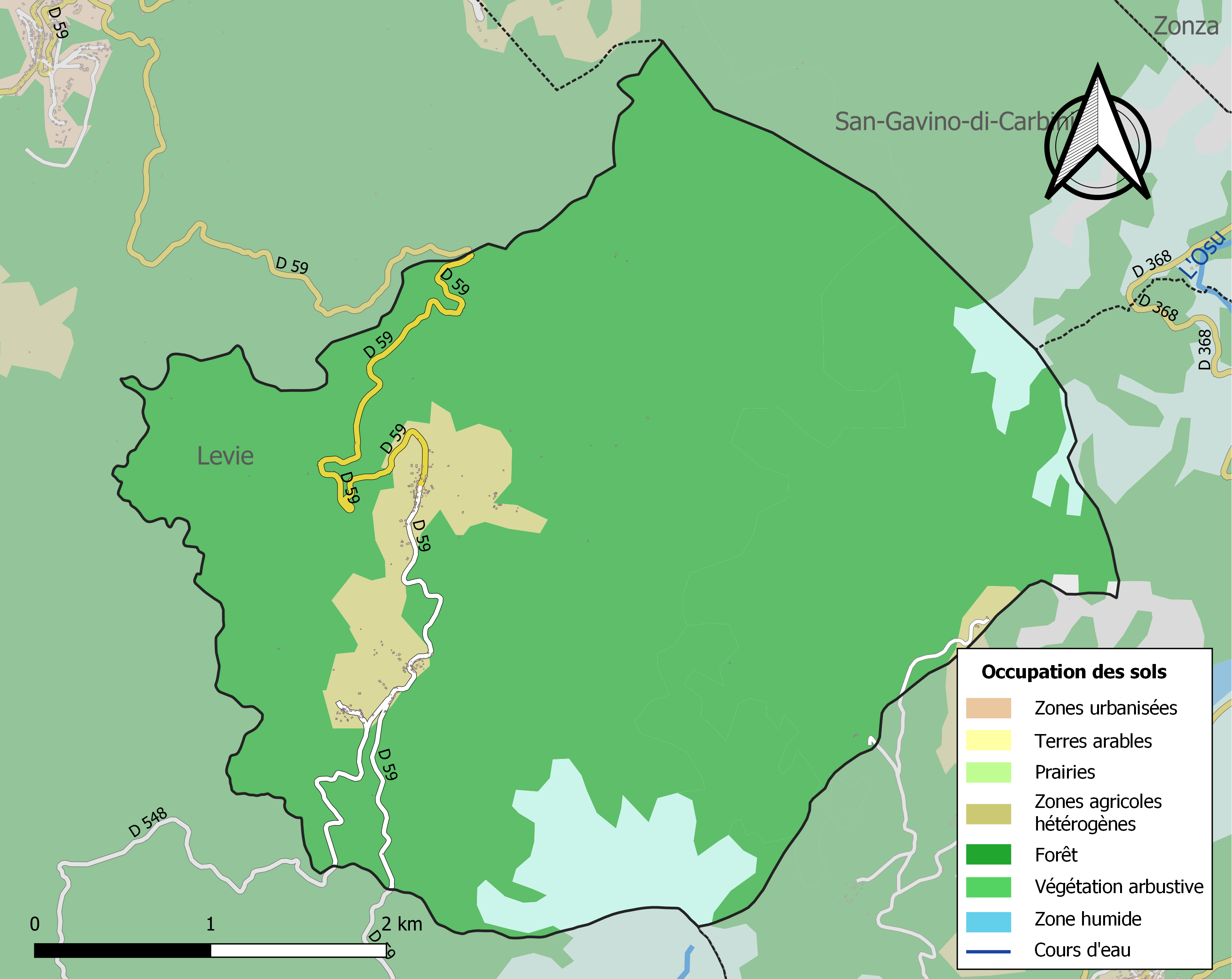
Kaart van de gemeente met de belangrijkste infrastructuur, bodemgebruik en omliggende gemeenten

## Demografie
Vanwege een beveiligingsprobleem met de MediaWiki Graph-software is het momenteel niet mogelijk deze grafiek weer te geven. Zodra de software is bijgewerkt zal de grafiek vanzelf weer zichtbaar worden.

## Externe  links
1. ↑  Populations de référence 2022.